# 宅地造成事業
宅地造成事業は、地域の計画的開発と既成都市の再開発を目的とする事業。
臨海土地造成事業、内陸工業用地等造成事業、流通業務団地造成事業、都市開発事業のうち土地区画整理事業と市街地再開発事業および住宅用地造成事業の各事業を総称したもの。
宅地造成及び特定盛土等規制法では宅地造成とは、宅地以外の土地を宅地にするため又は宅地において行う土地の形質の変更で政令で定めるもの（宅地を宅地以外の土地にするために行うものを除く。）としており、さらに同法で造成宅地とは、宅地造成に関する工事が施行された宅地、としており、宅地への転用を目的としていない斜面の保護や耕作を目的とした農地造成はこれに該当していない。
似た事業名称に住宅地造成事業があり、住宅地造成事業に関する法律で定義されている「住宅地造成事業」とは、政令で定める規模以上の一団の土地について行なう住宅地の造成に関する事業をいうとし、「住宅地の造成」とは、主として住宅建設の用に供する目的で一団の土地について行なう土地の区画形質の変更をいうとしている。
なお、この法律においての「事業主」とは、住宅地造成事業に関する工事の請負契約の注文者、又は請負契約によらないでみずからその工事をする者をいうと定めている。

## 起源
公営企業事業年鑑には、
1959年（昭和34年）度の地方債計画で
港湾整備事業債で臨海部の工業団地造成事業に係るためのものと、
現在の土地区画整理事業の起源にあたる宅地造成事業債
を起源としている。
1963年（昭和38年）には港湾整備事業での臨海部の工業団地造成事業の他に内陸部の工業団地造成事業（工業団地及び流通業務団地）、住宅用地造成事業を総称した地域開発事業債が創設される。
1972年（昭和47年）に、市街地再開発事業を追加。
1975年（昭和50年）に、それまでの住宅用地造成事業を再編成し土地区画整理事業と住宅用地造成事業を定め、
現在の事業ラインナップとなっている。